# Élections législatives mauriciennes de 2005
Les élections législatives mauriciennes de 2005 sont une élection législative à Maurice se tenant le 3 juillet 2005.
L'Alliance sociale (en), coalition dirigée par le parti travailliste mauricien et comprenant le parti mauricien de Xavier-Luc Duval (en), le parti mauricien social démocrate, Les Verts Fraternels (en), le mouvement républicain (en) ainsi que le mouvement militant socialiste mauricien (en), remporte l'élection avec 42 des 70 sièges (38 élus directement et 4 autres avec le système "Best loser"). 
Navin Ramgoolam devient premier ministre le 5 juillet 2005, Rashid Beebeejaun devient son adjoint. 